# Fintel
Fintel is een gemeente in de Duitse deelstaat Nedersaksen. De gemeente maakt deel uit van de Samtgemeinde Fintel in het Landkreis Rotenburg (Wümme).
Fintel telt 2.856 inwoners.
Zie voor algemene gegevens ook: Samtgemeinde Fintel.
Fintel ligt 9 km ten oost-zuidoosten van Lauenbrück, de hoofdplaats van de Samtgemeinde, niet ver ten noordwesten van de Lüneburger Heide. De gemeente bestaat van de landbouw en, vanwege het vele natuurschoon, vooral het toerisme.
De evangelisch-lutherse St.-Antoniuskerk werd in 1884 voltooid. Het godshuis werd in de stijl der neogotiek ontworpen door de bekende architect Conrad Wilhelm Hase.
Ten zuiden van het dorp staat een groot vakantiehuisjespark, Eurostrand. Rondom het dorp zijn verscheidene toeristische fiets- en wandelroutes uitgezet.

## Galerij

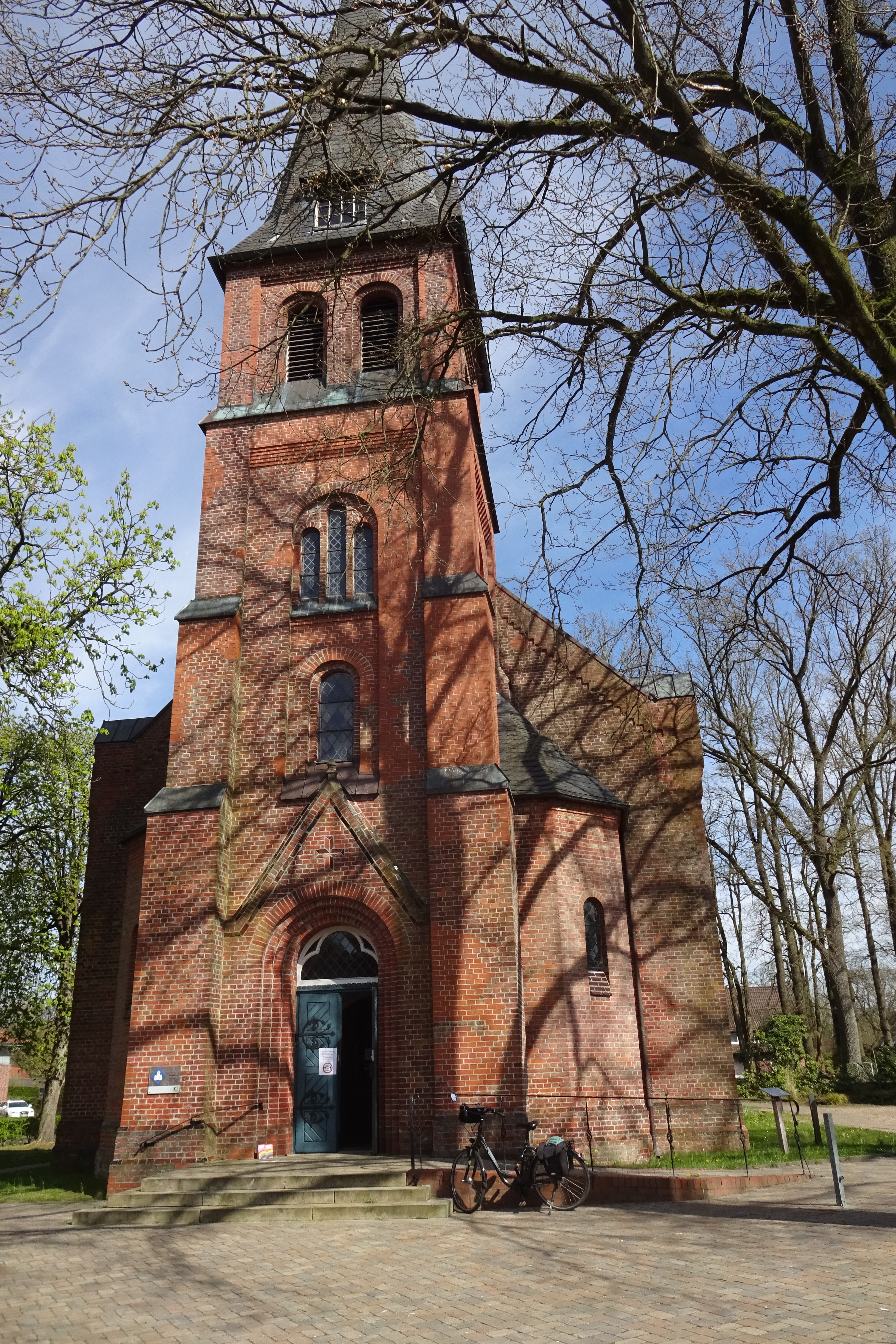
St. Antoniuskerk te Fintel
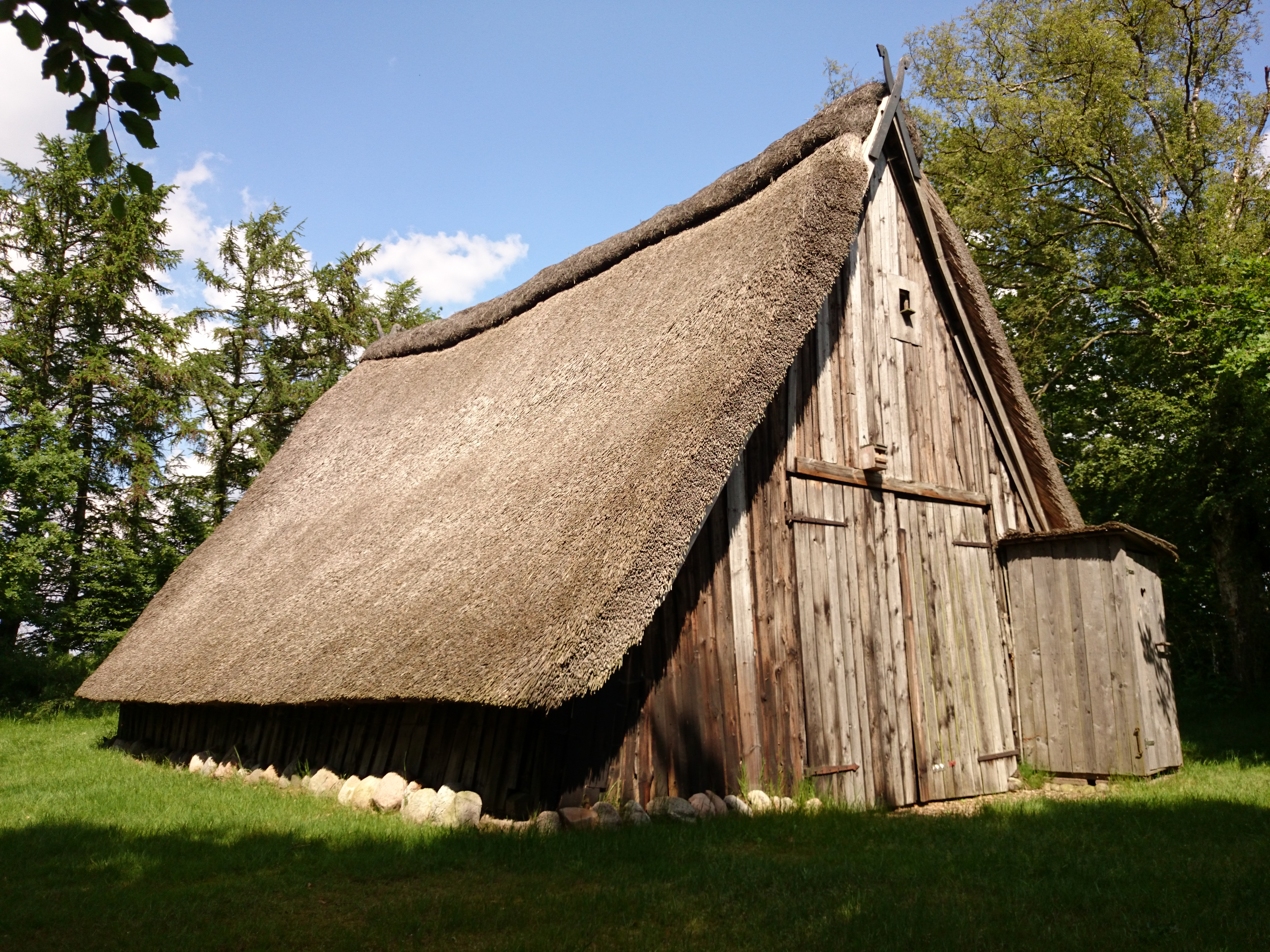
Historische schaapskooi (1750)
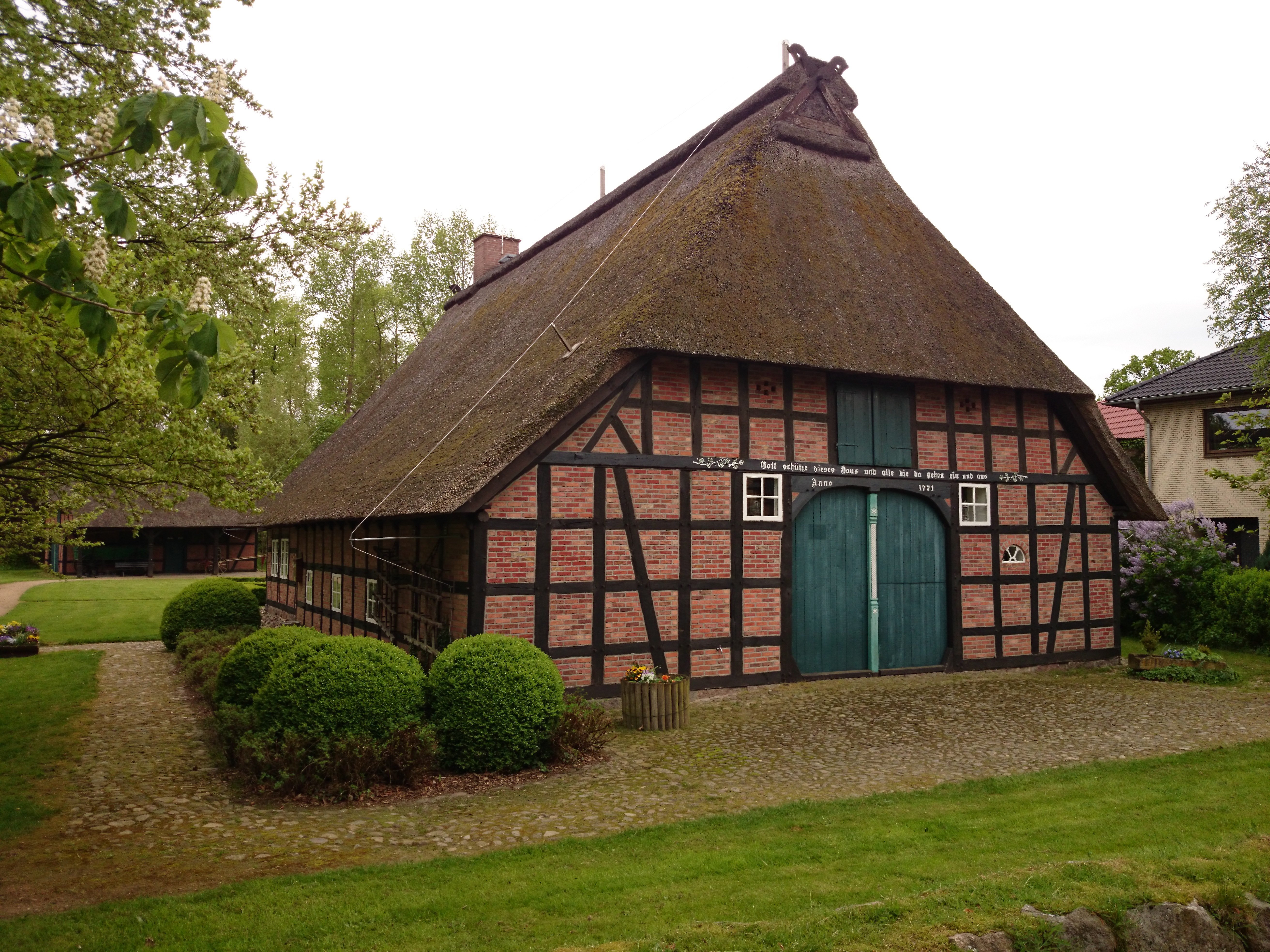
Streekmuseum Heimathaus of Schimmes Huus (1771)
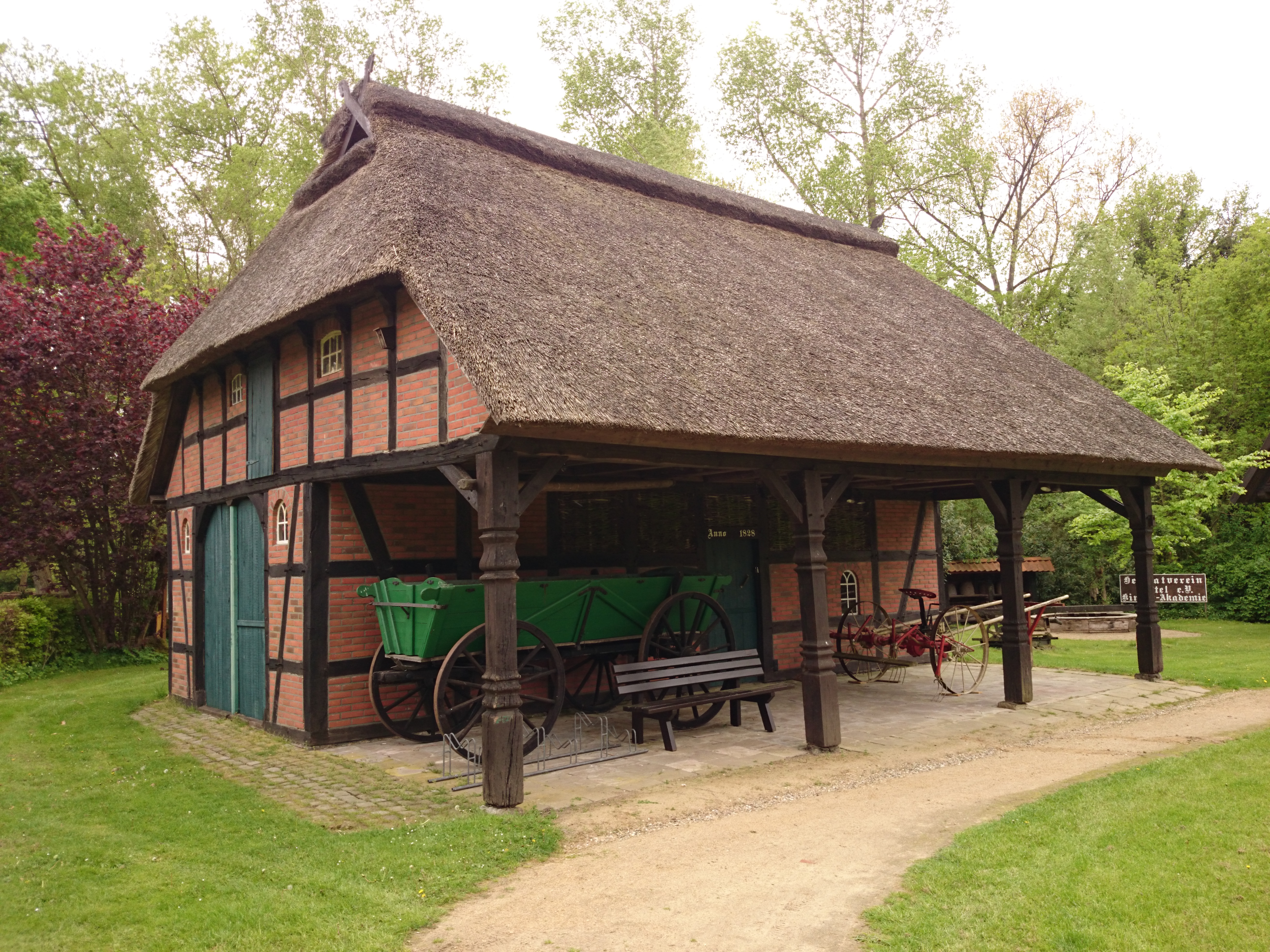
Remise (wagenschuur, behorende bij het Schimme Huus)
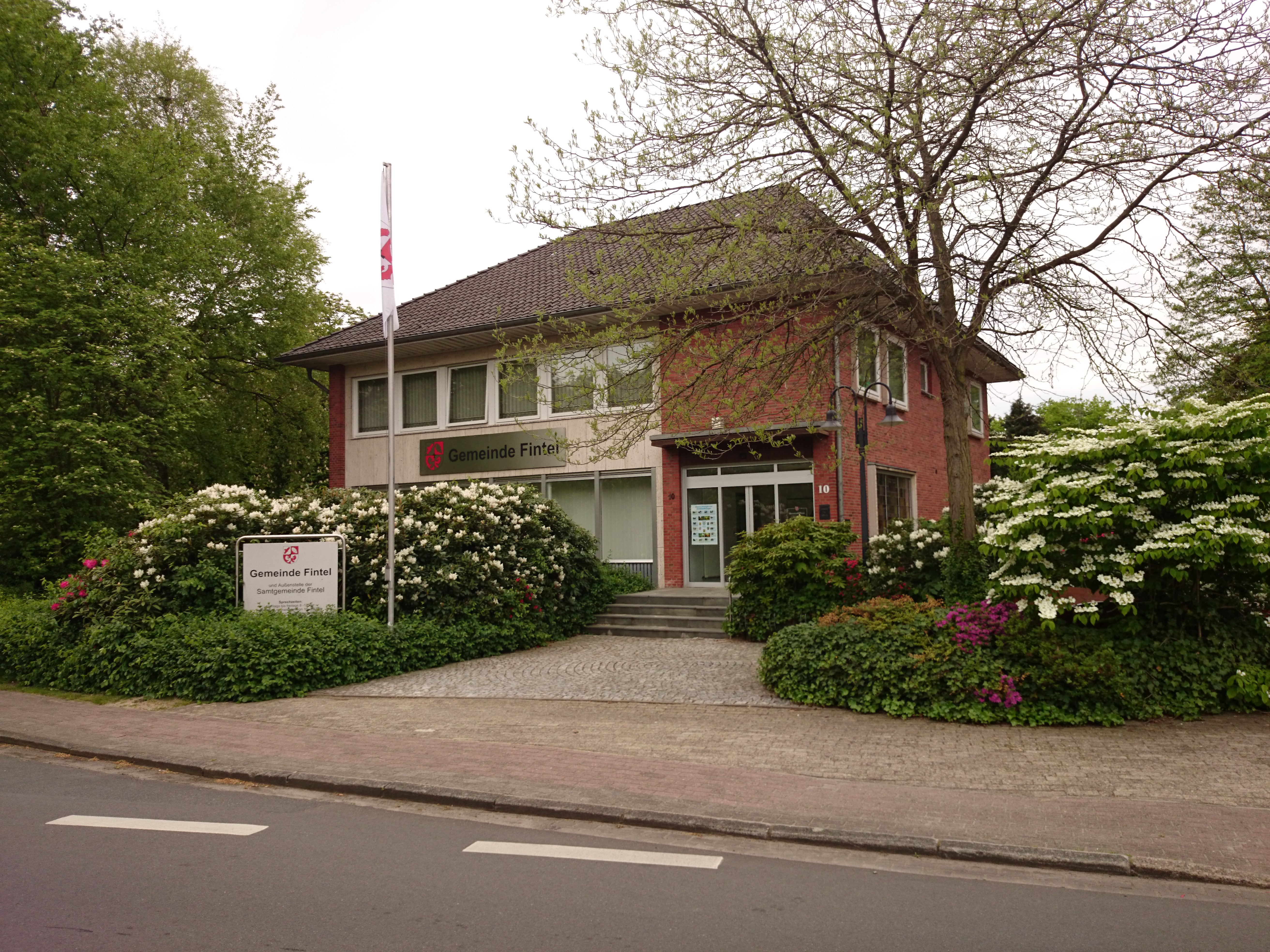
Gemeentehuis

## Belangrijke personen in relatie tot de gemeente
- Friedrich Freudenthal (* 9 mei 1849 in Bad Fallingbostel, Lüneburger Heide; † 9 maart 1929 in Fintel), een van de belangrijkste schrijvers van gedichten en verhalen (over de omgeving van de Lüneburger Heide) in regionaal Nederduits dialect van zijn tijd; hij en zijn twee jaar jongere, in 1898 overleden broer August gelden als voorlopers in dit genre van Hermann Löns. Friedrich Freudenthal kwam reeds als driejarig jongetje in Fintel wonen. Te Fintel is een straat naar hem genoemd, en er is voor hem een monument opgericht. Er bestaat te Soltau een Freudenthal-Gesellschaft, die de herinnering aan de twee broers levend houdt, o.a. door jaarlijks een naar Freudenthal genoemde literaire prijs voor de beste werken in Nederduits dialect uit te reiken.

- Gemeinsame Normdatei: 4017247-8
- Library of Congress Control Number: n80116744
- Nationale Bibliotheek van Israël: 987007557329305171
- Virtual International Authority File: 247157301

Ahausen · 
Alfstedt · 
Anderlingen · 
Basdahl · 
Bötersen · 
Bothel · 
Breddorf · 
Bremervörde · 
Brockel · 
Bülstedt · 
Deinstedt · 
Ebersdorf · 
Elsdorf · 
Farven · 
Fintel · 
Gnarrenburg · 
Groß Meckelsen · 
Gyhum · 
Hamersen · 
Hassendorf · 
Heeslingen · 
Hellwege · 
Helvesiek · 
Hemsbünde · 
Hemslingen · 
Hepstedt · 
Hipstedt · 
Horstedt · 
Kalbe · 
Kirchtimke · 
Kirchwalsede · 
Klein Meckelsen · 
Lauenbrück · 
Lengenbostel · 
Oerel · 
Ostereistedt · 
Reeßum · 
Rhade · 
Rotenburg · 
Sandbostel · 
Scheeßel · 
Seedorf · 
Selsingen · 
Sittensen · 
Sottrum · 
Stemmen · 
Tarmstedt · 
Tiste · 
Vahlde · 
Vierden · 
Visselhövede · 
Vorwerk · 
Westertimke · 
Westerwalsede · 
Wilstedt · 
Wohnste · 
Zeven